# Weberocereus
Weberocereus es un género de plantas pertenecientes a la familia Cactaceae.

## Distribución
El área de distribución nativa de este género se extiende desde el sur de México hasta América Central y Ecuador.

## Descripción
Son epífitas, con tallos colgantes, hasta 2 m de largo, mayormente 4-angulados o a veces 3-angulados a aplanados, 4–8 mm de diámetro; con aréolas desnudas, con escamas gruesas subyacentes, ocasionalmente con 1–3 espinas de 1–3 mm de largo. Flores 4–7 cm de largo; tubo receptacular 1–2 cm de largo; partes sepaloides del perianto verde-amarillentas a rojizas; partes petaloides del perianto blancas; ovario tuberculado, aréolas inferiores con cerdas de 3–6 mm de largo, blancas, algo persistentes en fruto, estilo y lobos del estigma blancos. Frutos ovoides, 2–3 cm de largo, tuberculados, carnosos, rojos; semillas ca 2 mm de largo y 1.5 mm de ancho, negras.

## Taxonomía
El género fue descrito por Nathaniel Lord Britton y Joseph Nelson Rose y publicado en Contributions from the United States National Herbarium 12(10): 431, en 1909.

#### Etimología
Weberocereus: nombre genérico que fue otorgado en honor del botánico francés y experto de cactus, Frédéric Albert Constantin Weber.

## Especies
Comprende 8 especies y 4 subespecies aceptadas:
- Weberocereus alliodorus Gómez-Hin. y H.M.Hern., 2014
- Weberocereus bradei (Britton y Rose) G.D.Rowley, 1974
- Weberocereus frohningiorum Ralf Bauer, 2001
- Weberocereus glaber (Eichlam) G.D.Rowley, 1982
  - Weberocereus glaber subsp. glaber
  - Weberocereus glaber subsp. mirandae (Bravo) U.Guzmán, 2003
- Weberocereus imitans (Kimnach y Hutchison) Buxb., 1978
- Weberocereus rosei (Kimnach) Buxb., 1978
- Weberocereus trichophorus H.Johnson y Kimnach, 1963
- Weberocereus tunilla (F.A.C.Weber) Britton y Rose, 1909
  - Weberocereus tunilla subsp. biolleyi (F.A.C.Weber) Ralf Bauer, 2003
  - Weberocereus tunilla subsp. tunilla